# Giuseppe Betori

Giuseppe kardinál Betori (* 26. ledna 1947 Foligno) je italský římskokatolický kněz, kardinál a emeritní florentský arcibiskup.
Kněžské svěcení přijal 26. září 1970 ve svém rodišti. Poté působil jako duchovní na řadě míst, byl mimo jiné ředitelem Katechetického centra Italské biskupské konference a organizátorem Světových dnů mládeže v Římě, které se konaly u příležitosti Velkého jubilea roku 2000.
Dne 5. dubna 2001 byl jmenován generálním sekretářem Italské biskupské konference (v této funkci působil do roku 2008) a zároveň biskupem. Biskupské svěcení mu udělil 6. května 2001 kardinál Camillo Ruini. 26. října 2008 ho papež Benedikt XVI. jmenoval arcibiskupem ve Florencii. Dne 6. ledna 2012 bylo oznámeno jeho jmenování kardinálem, kardinálské insignie mu předal papež Benedikt XVI. na konzistoři 18. února 2012.